# Víctor Espínola
Víctor Espínola (Paraguay) is een multi-instrumentalist en zanger, en is het meest bekend van het spelen van de Paraguayaanse harp. Zijn stijl van muziek is beïnvloed door een combinatie van flamenco, zigeuners, Braziliaans, het Midden-Oosten, Afrika, Pop en Dance. Hij toerde over de hele wereld, waaronder Brazilië, Argentinië, Chili, Zwitserland, Italië, Oostenrijk en Duitsland. Espinola was een van de topartiesten tijdens de Ethnicity wereldtournees in 2003 en 2004, Yanni Live! The Concert Event in 2005 en de Yanni Voices-tournee in 2009.

## Discografie
- Walking on the Wind (2000)
- I Belong to You
- Forbidden Angel